# Walpurgita
La walpurgita és un mineral de la classe dels fosfats, que pertany i dona nom al grup de la walpurgita. Va ser descoberta l'any 1871 en el jaciment de Walpurgis, al districte de Mittlerer Erzgebirgskreis de les Muntanyes Metal·líferes, a Saxònia (Alemanya), sent nomenada així per aquesta localització.

## Característiques
La walpurgita és un arsenat de fórmula química (BiO)₄(UO₂)(AsO₄)₂·3H₂O, un uranil-arsenat hidratat de bismut. Cristal·litza en el sistema triclínic. La seva duresa a l'escala de Mohs és 3,5. El grup de la walpurgita al qual pertany són uranil-fosfats o arsenats hidratats amb cations bismutats. És dimorf amb l'ortowalpurgita, d'igual fórmula química però del sistema cristal·lí ortoròmbic. Pot ser extret en les mines com a mena de l'estratègic urani. Ha de ser manipulat i emmagatzemat amb els corresponents protocols de seguretat per la seva alta radioactivitat.

## Formació i jaciments
És un rar mineral secundari que es forma a la zona d'oxidació dels jaciments polimetàl·lics hidrotermals rics en bismut, urani i arsènic. Sol trobar-se associat a altres minerals com: troegerita, zeunerita, uranosferita, uranospinita o torbernita.